# Sigma Orionis
Sigma Orionis (σ Ori) – system pięciu gwiazd znajdujący się w gwiazdozbiorze Oriona. System oddalony jest o około 1150 lat świetlnych od Słońca.
Główny składnik układu, Sigma Orionis AB, to układ podwójny, w którym gwiazdy oddalone są od siebie o 0,25 sekundy kątowej. Obydwie gwiazdy to gwiazdy ciągu głównego, liczące sobie zaledwie kilka milionów lat. Jaśniejszy z nich, Sigma Orionis A, to błękitny karzeł typu widmowego O o obserwowanej wielkości gwiazdowej wynoszącej +4,2m. Jest też jedną z najjaśniejszych znanych gwiazd pod względem jasności absolutnej. Sigma Orionis B to gwiazda ciągu głównego typu widmowego B o obserwowanej wielkości gwiazdowej wynoszącej +5,1m. Para ta dokonuje pełnego obrotu dookoła wspólnego środka masy w czasie 170 lat. Gwiazdy te oddalone są od siebie na odległość 90 au. Sigma Orionis A oraz B mają bardzo gorące powierzchnie, których temperatura w przybliżeniu wynosi odpowiednio 32 000 oraz 29 600 K, wypromieniowujące około 35 000 oraz 30 000 razy więcej energii od Słońca. Według wyliczeń masy obydwu gwiazd wynoszą odpowiednio 18 i 13,5 mas Słońca, stawiając tę parę jako jedną z najmasywniejszych znanych par podwójnych gwiazd (nie licząc gwiazd spektroskopowych).
Kolejne dwie gwiazdy w tym systemie to Sigma Orionis D oraz E, które leżą odpowiednio około 4600 oraz 15 000 au od pary AB. Obydwie gwiazdy to gwiazdy ciągu głównego typu widmowego B o masach około 7 mas Słońca i jasności wynoszącej 6,62 oraz 6,66 magnitudo. Sigma Orionis E ponadto jest gwiazda zawierającą w sobie niespodziewanie duże ilości helu.
Ostatnią gwiazdą układu jest Sigma Orionis C, gwiazda ciągu głównego typu widmowego A. Od pary AB oddalony jest o około 3900 au. Jego orbita jest niestabilna i w przyszłości gwiazda C może zostać wyrzucona z systemu.